# 12e étape du Tour de France 2001
Pour un article plus général, voir Tour de France 2001.
La 12e étape du Tour de France 2001 a eu lieu le 20 juillet 2001 entre Perpignan et Ax-les-Thermes sur une distance de 166,5 km. Elle a été remportée par le Colombien Félix Cárdenas (Kelme-Costa Blanca) devant l'Espagnol Roberto Laiseka (Euskaltel-Euskadi) et l'Américain Lance Armstrong (U.S. Postal). Le Français François Simon (Bonjour) conserve le maillot jaune à l'issue de l'étape.

## Profil et parcours
Parti de Perpignan, le tracé remonte la vallée de la Castellane en direction de la première difficulté du jour, le col de Jau (1 506 mètres) classé en première catégorie. Laurent Roux le franchit en premier atteignant ainsi le département de l’Aude. Paolo Bettini sera le premier au col de Coudons (883 mètres) classé en 2e catégorie. Après la traversée sur les hauteurs du plateau de Sault, entré en Ariège, le coureur italien prendra également le col du Chioula (1 431 mètres) classé en 3e catégorie. Dès la vallée de l'Ariège traversée s’ensuivra la montée finale vers le plateau de Bonascre sur la commune d’Ax-les-Thermes, classé en première catégorie et consacrant la victoire de Félix Cárdenas devant Roberto Laiseka.

## Classement de l'étape
| \| Classement de l'étape \| Classement de l'étape \| Classement de l'étape \| Classement de l'étape \| Classement de l'étape \| \| Coureur \| Coureur \| Pays \| Équipe \| Temps \| \| --------------------- \| --------------------- \| --------------------- \| --------------------- \| --------------------- \| \| 1er \| Félix Cárdenas \| Colombie \| Kelme-Costa Blanca \| 5 h 03 min 34 s \| \| 2e \| Roberto Laiseka \| Espagne \| Euskaltel-Euskadi \| + 13 s \| \| 3e \| Lance Armstrong \| États-Unis \| US Postal Service \| DQ \| \| 4e \| Jan Ullrich \| Allemagne \| Deutsche Telekom \| + 38 s \| \| 5e \| David Etxebarria \| Espagne \| Euskaltel-Euskadi \| + 59 s \| \| 6e \| Óscar Sevilla \| Espagne \| Kelme-Costa Blanca \| + 1 min 01 s \| \| 7e \| Joseba Beloki \| Espagne \| ONCE-Eroski \| + 1 min 01 s \| \| 8e \| Santiago Botero \| Colombie \| Kelme-Costa Blanca \| + 1 min 35 s \| \| 9e \| Michael Boogerd \| Pays-Bas \| Rabobank \| + 1 min 35 s \| \| 10e \| Alexandre Vinokourov \| Kazakhstan \| Deutsche Telekom \| + 1 min 35 s \| |                      |            |                    |                 |
| |                      |            |                    |                 |
| |                      |            |                    |                 |
| Classement de l'étape |                      |            |                    |                 |
| Coureur | Coureur              | Pays       | Équipe             | Temps           |
| 1er | Félix Cárdenas       | Colombie   | Kelme-Costa Blanca | 5 h 03 min 34 s |
| 2e | Roberto Laiseka      | Espagne    | Euskaltel-Euskadi  | + 13 s          |
| 3e | Lance Armstrong      | États-Unis | US Postal Service  | DQ              |
| 4e | Jan Ullrich          | Allemagne  | Deutsche Telekom   | + 38 s          |
| 5e | David Etxebarria     | Espagne    | Euskaltel-Euskadi  | + 59 s          |
| 6e | Óscar Sevilla        | Espagne    | Kelme-Costa Blanca | + 1 min 01 s    |
| 7e | Joseba Beloki        | Espagne    | ONCE-Eroski        | + 1 min 01 s    |
| 8e | Santiago Botero      | Colombie   | Kelme-Costa Blanca | + 1 min 35 s    |
| 9e | Michael Boogerd      | Pays-Bas   | Rabobank           | + 1 min 35 s    |
| 10e | Alexandre Vinokourov | Kazakhstan | Deutsche Telekom   | + 1 min 35 s    |

## Classement général
| \| Classement général \| Classement général \| Classement général \| Classement général \| Classement général \| \| Coureur \| Coureur \| Pays \| Équipe \| Temps \| \| ------------------ \| ------------------------- \| ------------------ \| ------------------------------- \| ------------------ \| \| 1er \| François Simon \| France \| Bonjour \| 51 h 56 min 14 s \| \| 2e \| Andrei Kivilev \| Kazakhstan \| Cofidis-Le Crédit par Téléphone \| + 8 min 42 s \| \| 3e \| Lance Armstrong \| États-Unis \| US Postal Service \| DQ \| \| 4e \| Joseba Beloki \| Espagne \| ONCE-Eroski \| + 13 min 14 s \| \| 5e \| Jan Ullrich \| Allemagne \| Deutsche Telekom \| + 13 min 15 s \| \| 6e \| Óscar Sevilla \| Espagne \| Kelme-Costa Blanca \| + 16 min 08 s \| \| 7e \| Igor González de Galdeano \| Espagne \| ONCE-Eroski \| + 16 min 40 s \| \| 8e \| Santiago Botero \| Colombie \| Kelme-Costa Blanca \| + 19 min 06 s \| \| 9e \| Didier Rous \| France \| Bonjour \| + 22 min 55 s \| \| 10e \| Marcos Serrano \| Espagne \| ONCE-Eroski \| + 22 min 58 s \| |                           |            |                                 |                  |
| |                           |            |                                 |                  |
| |                           |            |                                 |                  |
| Classement général |                           |            |                                 |                  |
| Coureur | Coureur                   | Pays       | Équipe                          | Temps            |
| 1er | François Simon            | France     | Bonjour                         | 51 h 56 min 14 s |
| 2e | Andrei Kivilev            | Kazakhstan | Cofidis-Le Crédit par Téléphone | + 8 min 42 s     |
| 3e | Lance Armstrong           | États-Unis | US Postal Service               | DQ               |
| 4e | Joseba Beloki             | Espagne    | ONCE-Eroski                     | + 13 min 14 s    |
| 5e | Jan Ullrich               | Allemagne  | Deutsche Telekom                | + 13 min 15 s    |
| 6e | Óscar Sevilla             | Espagne    | Kelme-Costa Blanca              | + 16 min 08 s    |
| 7e | Igor González de Galdeano | Espagne    | ONCE-Eroski                     | + 16 min 40 s    |
| 8e | Santiago Botero           | Colombie   | Kelme-Costa Blanca              | + 19 min 06 s    |
| 9e | Didier Rous               | France     | Bonjour                         | + 22 min 55 s    |
| 10e | Marcos Serrano            | Espagne    | ONCE-Eroski                     | + 22 min 58 s    |

## Classements annexes
| Classement par points | Classement par points | Classement par points | Classement par points | Classement par points |
| Coureur               | Coureur               | Pays                  | Équipe                | Points                |
| --------------------- | --------------------- | --------------------- | --------------------- | --------------------- |
| 1er                   | Stuart O'Grady        | Australie             | Crédit Agricole       | 140 pts               |
| 2e                    | Erik Zabel            | Allemagne             | Deutsche Telekom      | 127 pts               |
| 3e                    | Damien Nazon          | France                | Bonjour               | 90 pts                |
| 4e                    | Sven Teutenberg       | Allemagne             | Festina               | 82 pts                |
| 5e                    | David Etxebarria      | Espagne               | Euskaltel-Euskadi     | 77 pts                |

| Classement par points | Classement par points | Classement par points | Classement par points | Classement par points |
| Coureur               | Coureur               | Pays                  | Équipe                | Points                |
| --------------------- | --------------------- | --------------------- | --------------------- | --------------------- |
| 1er                   | Stuart O'Grady        | Australie             | Crédit Agricole       | 140 pts               |
| 2e                    | Erik Zabel            | Allemagne             | Deutsche Telekom      | 127 pts               |
| 3e                    | Damien Nazon          | France                | Bonjour               | 90 pts                |
| 4e                    | Sven Teutenberg       | Allemagne             | Festina               | 82 pts                |
| 5e                    | David Etxebarria      | Espagne               | Euskaltel-Euskadi     | 77 pts                |

| Classement de la montagne | Classement de la montagne | Classement de la montagne | Classement de la montagne | Classement de la montagne |
| Coureur                   | Coureur                   | Pays                      | Équipe                    | Points                    |
| ------------------------- | ------------------------- | ------------------------- | ------------------------- | ------------------------- |
| 1er                       | Laurent Roux              | France                    | Jean Delatour             | 157 pts                   |
| 2e                        | Lance Armstrong           | États-Unis                | US Postal Service         | DQ                        |
| 3e                        | Jan Ullrich               | Allemagne                 | Deutsche Telekom          | 110 pts                   |
| 4e                        | Laurent Jalabert          | France                    | CSC-Tiscali               | 106 pts                   |
| 5e                        | Patrice Halgand           | France                    | Jean Delatour             | 103 pts                   |

| Classement de la montagne | Classement de la montagne | Classement de la montagne | Classement de la montagne | Classement de la montagne |
| Coureur                   | Coureur                   | Pays                      | Équipe                    | Points                    |
| ------------------------- | ------------------------- | ------------------------- | ------------------------- | ------------------------- |
| 1er                       | Laurent Roux              | France                    | Jean Delatour             | 157 pts                   |
| 2e                        | Lance Armstrong           | États-Unis                | US Postal Service         | DQ                        |
| 3e                        | Jan Ullrich               | Allemagne                 | Deutsche Telekom          | 110 pts                   |
| 4e                        | Laurent Jalabert          | France                    | CSC-Tiscali               | 106 pts                   |
| 5e                        | Patrice Halgand           | France                    | Jean Delatour             | 103 pts                   |

| Classement du meilleur jeune | Classement du meilleur jeune | Classement du meilleur jeune | Classement du meilleur jeune | Classement du meilleur jeune |
| Coureur                      | Coureur                      | Pays                         | Équipe                       | Temps                        |
| ---------------------------- | ---------------------------- | ---------------------------- | ---------------------------- | ---------------------------- |
| 1er                          | Óscar Sevilla                | Espagne                      | Kelme-Costa Blanca           | 52 h 12 min 42 s             |
| 2e                           | Francisco Mancebo            | Espagne                      | iBanesto.com                 | + 6 min 58 s                 |
| 3e                           | Sven Montgomery              | Suisse                       | La Française des jeux        | + 7 min 44 s                 |
| 4e                           | Jörg Jaksche                 | Allemagne                    | ONCE-Eroski                  | + 28 min 51 s                |
| 5e                           | José Iván Gutiérrez          | Espagne                      | ONCE-Eroski                  | + 44 min 23 s                |

| Classement du meilleur jeune | Classement du meilleur jeune | Classement du meilleur jeune | Classement du meilleur jeune | Classement du meilleur jeune |
| Coureur                      | Coureur                      | Pays                         | Équipe                       | Temps                        |
| ---------------------------- | ---------------------------- | ---------------------------- | ---------------------------- | ---------------------------- |
| 1er                          | Óscar Sevilla                | Espagne                      | Kelme-Costa Blanca           | 52 h 12 min 42 s             |
| 2e                           | Francisco Mancebo            | Espagne                      | iBanesto.com                 | + 6 min 58 s                 |
| 3e                           | Sven Montgomery              | Suisse                       | La Française des jeux        | + 7 min 44 s                 |
| 4e                           | Jörg Jaksche                 | Allemagne                    | ONCE-Eroski                  | + 28 min 51 s                |
| 5e                           | José Iván Gutiérrez          | Espagne                      | ONCE-Eroski                  | + 44 min 23 s                |

| Classement par équipes | Classement par équipes | Classement par équipes | Classement par équipes |
| Équipe                 | Équipe                 | Pays                   | Temps                  |
| ---------------------- | ---------------------- | ---------------------- | ---------------------- |
| 1re                    | Rabobank               | Pays-Bas               | 155 h 54 min 52 s      |
| 2e                     | Kelme-Costa Blanca     | Espagne                | + 15 min 23 s          |
| 3e                     | ONCE-Eroski            | Espagne                | + 44 min 36 s          |
| 4e                     | Bonjour                | France                 | + 55 min 46 s          |
| 5e                     | Deutsche Telekom       | Allemagne              | + 1 h 01 min 50 s      |

| Classement par équipes | Classement par équipes | Classement par équipes | Classement par équipes |
| Équipe                 | Équipe                 | Pays                   | Temps                  |
| ---------------------- | ---------------------- | ---------------------- | ---------------------- |
| 1re                    | Rabobank               | Pays-Bas               | 155 h 54 min 52 s      |
| 2e                     | Kelme-Costa Blanca     | Espagne                | + 15 min 23 s          |
| 3e                     | ONCE-Eroski            | Espagne                | + 44 min 36 s          |
| 4e                     | Bonjour                | France                 | + 55 min 46 s          |
| 5e                     | Deutsche Telekom       | Allemagne              | + 1 h 01 min 50 s      |